# Proceso de quema de oxígeno
El proceso de combustión  o quema de oxígeno es un conjunto de reacciones de fusión nuclear que tienen lugar en estrellas masivas que han consumido los elementos más ligeros de sus núcleos. La combustión de oxígeno está precedida por el proceso de combustión de neón y seguida por el proceso de combustión de silicio. Cuando finaliza el proceso de combustión del neón, el núcleo de la estrella se contrae y se calienta hasta alcanzar la temperatura de ignición para quemar oxígeno. Las reacciones de combustión de oxígeno son similares a las del  carbono; sin embargo, deben ocurrir a temperaturas y densidades más altas debido a la mayor barrera de Coulomb del oxígeno.

## Reacciones
El oxígeno se presenta su proceso de ignición en el rango de temperatura de (1.5–2.6)×10 9 K  y en el rango de densidad de (2.6–6.7)×10 12 kg·m −3 .  Las reacciones principales se dan a continuación,   donde los cocientes de desintegración suponen que el canal de deuterón está abierto (a altas temperaturas): 
|                   | 16O + 16O | → | 28Si + 4He + 9.593 MeV (34%) |
|                   |           | → | 31P + 1H + 7.676 MeV (56%)   |
|                   |           | → | 31S + n + 1.459 MeV (5%)     |
|                   |           | → | 30Si + 21H + 0.381 MeV       |
|                   |           | → | 30P + 2D - 2.409 MeV (5%)    |
| Alternativamente: |           |   |                              |
|                   |           | → | 32S + gamma + 16.539 MeV     |
|                   |           | → | 24Mg + 24He − 0.393 MeV      |

Cerca de 2×10 9 K, la velocidad de reacción de quema de oxígeno es aproximadamente 2,8×10 −12 (T9/2) 33,   donde T9 es la temperatura en mil millones de kelvins . En general, los principales productos del proceso de quema de oxígeno son  28Si, 32,33,34S, 35,37Cl, 36,38Ar, 39,41K y 40,42Ca. De ellos, 28Si y 32S constituyen el 90% de la composición final.  El combustible de oxígeno dentro del núcleo de la estrella se agota después de 0,01 a 5 años, dependiendo de la masa de la estrella y otros parámetros.   El proceso de quema de silicio que sigue crea hierro, pero este hierro no puede reaccionar más para crear energía para sostener la estrella.
Durante el proceso de quema de oxígeno, hacia afuera, hay una capa de quema de oxígeno, seguida de una capa de neón, una capa de carbono, una capa de helio y una capa de hidrógeno. El proceso de quema de oxígeno es la última reacción nuclear en el núcleo de la estrella que no se produce mediante el proceso alfa .

## Pre-combustión de oxígeno
Aunque el 16O es más ligero que el neón, la combustión del neón se produce antes que la del oxígeno, porque el 16O es un núcleo doblemente mágico y, por tanto, extremadamente estable. Comparado con el oxígeno, el neón es mucho menos estable. Como resultado, la combustión del neón ocurre a temperaturas inferiores a 16O + 16O.  Durante la combustión del neón, el oxígeno y el magnesio se acumulan en el núcleo de la estrella. Al inicio de la quema de oxígeno, el oxígeno en el núcleo estelar es abundante debido al proceso de quema de helio ( 4He(2α,γ) 12C(α,γ) 16O), proceso de quema de carbono ( 12C(12C ,α) 20Ne, 12C(α,γ) 16O), y proceso de combustión de neón (20Ne(γ,α) 16O). La reacción 12C(α,γ) 16O tiene un efecto significativo en las velocidades de reacción durante la quema de oxígeno, ya que produce grandes cantidades de 16O. 

## Llamas convectivamente ligadas e ignición de oxígeno descentrada
En el caso de estrellas con masas superiores a 10.3 masas solares, el oxígeno se enciende en el núcleo o no se enciende en absoluto. De manera similar, para las estrellas con una masa de menos de 9 masas solares (sin acumulación de masa adicional), el oxígeno se enciende en el núcleo o no se enciende en absoluto. Sin embargo, en el rango de masa solar de 9 a 10.3, el oxígeno se enciende fuera del centro.
Para las estrellas en este rango de masa, la quema de neón ocurre en una envoltura convectiva en lugar del núcleo de la estrella. Para el ejemplo particular de una estrella de 9.5 masas solares, el proceso de quema de neón tiene lugar en una envoltura de aproximadamente 0.252 masas solares (~1560 kilómetros) descentrada del centro. A partir del destello de ignición, la zona convectiva de neón se extiende hasta 1.1 masas solares con una potencia máxima de alrededor de 1036 W. Después de sólo un mes, la potencia disminuye a aproximadamente 1035 W y se mantiene a este ritmo durante unos 10 años. Después de esta fase, el neón de la capa se agota, lo que provoca una mayor presión hacia el interior de la estrella. Esto eleva la temperatura del caparazón a 1.65 mil millones de kelvins. Esto da como resultado un frente de llama ligado por convección y que quema neón y se mueve hacia el núcleo. El movimiento de la llama es lo que eventualmente conduce a la quema de oxígeno. En aproximadamente 3 años, la temperatura de la llama alcanza aproximadamente 1.83 mil millones de grados Kelvin, lo que permite que comience el proceso de quema de oxígeno. Esto ocurre alrededor de las 9.5 años antes de que se desarrolle el núcleo de hierro. De manera similar al comienzo de la quema de neón, la quema de oxígeno descentrada comienza con otro destello. La llama que arde por convección resulta entonces de la quema de neón y oxígeno a medida que avanza hacia el núcleo, mientras que la capa que arde oxígeno se reduce continuamente en masa. 

## Pérdidas de neutrinos
Durante el proceso de quema de oxígeno, la pérdida de energía por emisión de neutrinos cobra relevancia. Debido a la gran pérdida de energía, el oxígeno debe arder a temperaturas superiores a mil millones de grados Kelvin para mantener una presión de radiación lo suficientemente fuerte como para soportar la estrella contra la gravedad. Además, las reacciones de captura de dos electrones (que producen neutrinos) se vuelven significativos cuando la densidad de la materia es lo suficientemente alta (ρ > 2×107 g/cm3 ). Debido a estos factores, el plazo de quema de oxígeno es mucho más corto en el caso de estrellas densas y pesadas. 

## Quema explosiva de oxígeno
El proceso de quema de oxígeno puede ocurrir en condiciones hidrostáticas y explosivas. Los productos de la quema explosiva de oxígeno son similares a los de la quema hidrostática de oxígeno. Sin embargo, la quema estable de oxígeno va acompañada de una multitud de capturas de electrones, mientras que la quema explosiva de oxígeno va acompañada de una presencia significativamente mayor de reacciones de fotodesintegración . En el rango de temperatura de (3–4)×109 K, la fotodesintegración y la fusión de oxígeno ocurren con velocidades de reacción comparables. 

## Supernovas por inestabilidad de pares
Las estrellas de población III muy masivas (140–260 masas solares) pueden volverse inestables durante la quema de oxígeno del núcleo debido a la producción de pares . Esto da como resultado una explosión termonuclear, que destruye completamente la estrella.  